# 구라타케정
구라타케정(일본어: 倉岳町)은 일본 구마모토현 아마쿠사군에 있던 정이다.
2006년 3월 27일에, 혼도시·우시부카시, 아마쿠사군 아리아케정·구라타케정·스모토정·신와정·이쓰와정·아마쿠사정, 가와우라정과 합병해 아마쿠사시가 되었다.

## 역사
- 1955년 7월 1일 - 아마쿠사군 미야타촌, 다나소코촌, 우라촌이 합병해 구라타케촌이 탄생하였다.
- 1960년 4월 1일 - 정으로 승격해 구라타케정이 되었다.
- 1972년 7월 6일 - 1972년 7월 폭우로 인해 토사 재해가 발생. 토석류 등으로 사망자 및 실종자 31명. 가옥 40채 이상 전소. 피해가 컸던 미야타 니시노하라 지역에서는 20채 이상의 가옥이 전소되고, 마을 대부분이 피해를 입었다.
- 2006년 3월 27일 - 혼도시·우시부카시, 아마쿠사군 아리아케정·구라타케정·스모토정·신와정·이쓰와정·아마쿠사정, 가와우라정과 합병해 아마쿠사시가 되었다.

## 교통

### 도로
- 국도 266호선

## 참고 문헌
- 角川日本地名大辞典編纂委員会, 『角川日本地名大辞典 43 熊本県』1987, 角川書店